# たかき
株式会社たかきは、山形県天童市に本部を置き、山形県内にスーパーマーケットであるフードセンターたかきを展開する企業。

## 概要
2019年現在、フードセンターたかきを山形県内に4店舗展開している。前身は山形県の河北町溝延にあった魚屋である。
鮮魚や青果を担当者が毎日市場に行き仕入れをしており、数量の確保が求められる大手スーパーと違った品揃えであることが特徴である。
たかきのイメージキャラクターにはピンクのクジラを起用しており、2012年5月にピンクくじらとして商標登録している。 

## 沿革
- 1900年（明治33年） - 山形県西村山郡河北町溝延で干物行商を始める[注 1]。
- 1972年（昭和47年） - 有限会社　髙木商店として法人設立。
- 2002年（平成14年）7月 - 株式会社へ改組。
- 2013年（平成25年）10月 - オール日本スーパーマーケット協会に入会。